# 청주 문의문산관
청주 문의문산관(淸州 文義文山館)은 충청북도 청주시 상당구 문의면 문산리, 문의 문화재 단지에 있는 조선 시대의 객사이다. 1978년 2월 22일 충청북도의 유형문화재 제49호로 지정되었다.

## 개요
객사란 고려와 조선 시대에 각 고을에 있던 관사로 조선 시대에는 이곳에 전패를 안치하고 초하루와 보름날에는 임금이 계신 대궐을 향하여 절을 하는 의식을 거행하는 한편 중앙에서 내려온 사신의 숙소로도 사용되었다. 건물 구조는 지붕이 좀 더 높은 정당이 중앙에 있고 그 좌우에 익실을 두며, 좌·우익실은 온돌로 하는 것이 일반적이다.
이 건물은 조선 현종 7년(1666년)에 세워진 문의현의 객사이다. 건물구조는 목조기와집으로 정면 10칸 측면 3칸의 고주 집이다. 정면 3칸, 측면 3칸의 맞배집인 중앙 건물과 한쪽은 정면 3칸 측면 3칸으로 구성되고, 다른 한쪽은 정면 4칸 측면 3칸의 팔작집 한끝을 개조하여 붙였는데 중앙건물과 양쪽 건물 사이에 협간이 있고, 그 부재나 수법으로 보아 건축연대에도 차이가 있음을 알 수 있다.
이러한 형태의 건축은 전주객사에서 그 유래를 볼 수 있어, 이 건물도 문의현의 관아라기보사는 객사이다.
지붕의 암막새에 연대가 양각된 명문으로 보아 영조 4년(1728년)에 중수가 있었다.
이 건물은 조선 중기 지방관아의 건축양식연구에 귀중한 자료가 되는데, 대청댐 수몰지역이므로 1979년에 문의면 소재지로 이건되었다가 1996년 이곳 문의문화재단지로 재이건하였다.

## 명칭 변경
1978년 2월 22일 충청북도의 유형문화재 제49호 문산관(文山館)으로 지정되었으나, 2013년 1월 18일 청원 문의 문산관(淸原 文義 文山館)으로 변경되었고, 2014년 7월 1일 청주시 행정구역 변경에 따라 현재의 문화재 명칭으로 변경되었다

## 참고 자료
- 청주 문의문산관 - 국가유산청 국가유산포털